# 오! 꿈의 나라
《오! 꿈의 나라》는 장산곶매가 1989년 발표한 16밀리 독립 영화이다. 광주 민주화 운동을 본격적으로 다룬 장편 영화였다.
표현의 자유가 억압되어 있던 1980년대 초에 대학가의 영화동아리를 중심으로 일어난 사회고발적 '작은영화운동'의 한 결실이었다. 광주 민주화 운동과 그 배후로 지목한 미국에 대한 인식이 이전과 달리 뚜렷하고 혁신적이라는 평이 있다.

## 줄거리
광주 민주화 운동으로 인해 쫓기는 신세가 된 대학생 겸 야학 교사 종수는 고향 선배인 태호를 찾아 미군 기지가 있는 동두천으로 오게 된다. 불법 미제 장사로 돈을 벌어 미국으로 떠나는 것이 목표인 태호와 미군 상대 여성들 사이에서 종수는 광주에서의 아픈 기억마저 떠올라 갈등하게 되는데...

## 출연

### 주연
- 권인찬
- 김경선
- 김선경

### 조연
- 김현주
- 박충선
- 오지혜
- 이병수
- 정진완
- 홍정욱

## 기타
- 조명: 임태형
- 조명: 장재기
- 조명: 정성진

## 뒷이야기
이 영화가 처음 제작되었을 때는 합법적인 상영이 불가능했다. 서대문구의 '예술극장 한마당' 소극장에서 제작신고와 검열 없이 상영되었고, 문화공보부는 제작자와 극장 대표를 공연법 위반 혐의로 고발했다. 이때 이 극장을 압수수색하기 위해 청구한 영장이 예상 외로 기각되어 화제가 되었다. 《오! 꿈의 나라》 상영을 둘러싼 일련의 사건들은 영화가 단순한 오락거리가 아니라 사회 고발의 진보적 매체가 될 수 있음을 깨닫게 해주었다는 회고가 있다.

## 같이 보기
- 화려한 휴가